# 贝尼马索特
贝尼马索特，是西班牙巴伦西亚自治区阿利坎特省的一个市镇。总面积10km2，总人口147人（2001年），人口密度15人/km2。